# Wünsch Dir was (Fernsehsendung)
Wünsch Dir was war eine  Unterhaltungssendung des Fernsehens der DDR, die  sonntags um 16:00 Uhr für eine Stunde ausgestrahlt wurde. Moderatorin der Sendung war die Schauspielerin Irmgard Düren.

## Geschichte
Die Sendung lief erstmals im Oktober 1960 und wurde 1975 eingestellt. Die Ausstrahlung erfolgte anfangs alle vier Wochen, wurde aber bald wegen des Zuspruchs erst 14-täglich und dann wöchentlich gesendet. In den letzten Jahren fanden in regelmäßigen Abständen auch Live-Übertragungen aus verschiedenen Orten, zum Beispiel Oberhof,  statt. Einen eigenen Wunsch konnte sich die Moderatorin Irmgard Düren selbst erfüllen, als sie um 1970 eine Livesendung aus dem Freibad ihrer Heimatstadt Meiningen begleiten konnte. Aus unbekannten Gründen wurde die Sendung 1975 eingestellt. Irmgard Düren erfuhr erst bei der letzten Aufzeichnung davon, als der Regisseur ihr den Text mit dem Schlusssatz überreichte, Zitat: „Meine lieben Zuschauer, dies war meine letzte Sendung, ich verabschiede mich nun von Ihnen“.

## Konzeption
In der Sendung wurden Zuschauerwünsche verschiedener Musiktitel aus  Sendungen des DDR-Fernsehens erfüllt. Des Weiteren konnten Zuschauer Grüße an Bekannte und Verwandte zu verschiedenen Anlässen übermitteln. Zu den Livesendungen traten, soweit es möglich war, den Zuschauerwünschen entsprechend  nationale und internationale Künstler auf.